# Neápoli (Thessalonique)
Pour les articles homonymes, voir Neapoli.
Neápoli (grec moderne : Νεάπολη) est une ancienne municipalité de Grèce située dans le dème de Neápoli-Sykiés.